# Arsène Houssaye

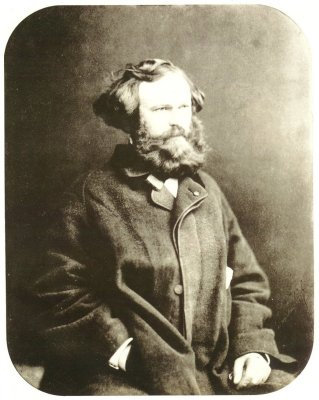
Arsène Houssaye.

Arsène Houssaye, född den 28 mars 1815 i Bruyères (Vosges), död den 26 februari 1896 i Paris, var en fransk författare. Han var far till Henry Houssaye.
Houssaye slog igenom som litteratur- och konstkritiker med Galerie de portraits du XVIIIe siécle (1844) och Salon (1844), senare med Histoire de la peinture flamande et hollandaise (1846). Tack vare mademoiselle Rachels inflytande blev han 1849 direktör för Théâtre Français, där han kvarstod till 1856. År 1875 var han direktör för Théâtre Lyrique. Houssaye utgav ett stort antal arbeten inom olika litterära genrer.

## Bibliografi

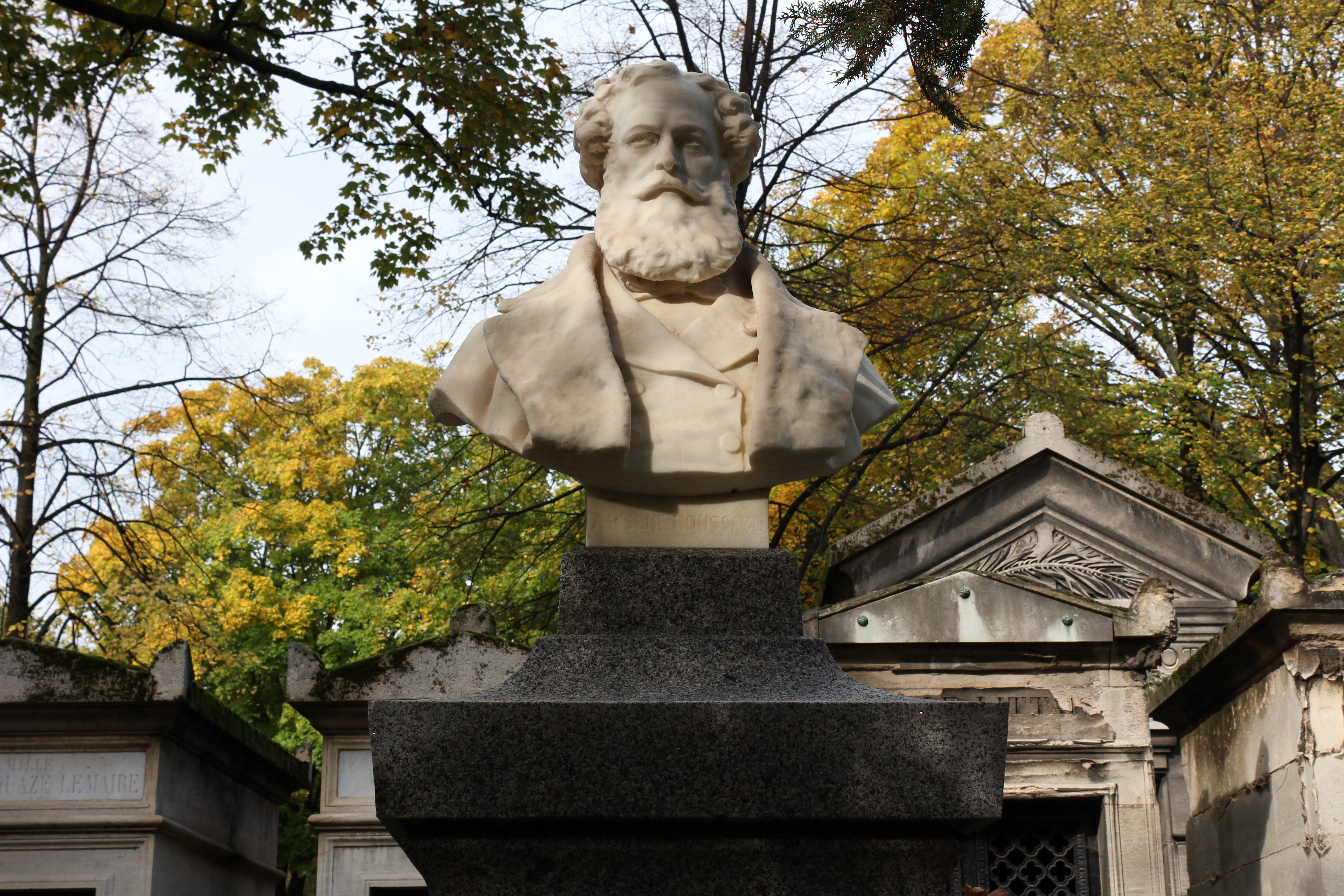
Houssayes grav på Cimetière du Père-Lachaise.